# Куленович, Скендер
Скендер Куленович (2 сентября 1910, Босански-Петровац — 25 января 1978, Белград) — боснийский поэт, прозаик и драматург.

## Биография
Изучал право в Загребском университете. Участвовал в антифашистском Сопротивлении. В 1974 году стал действительным членом Сербской академии наук и искусств. Начал писать стихи в годы обучения в гимназии. В 1927 году написал цикл сонетов «Отцветшие примулы». В дальнейшем неоднократно публиковал циклы сонетов с философским содержанием.

## Произведения
- поэма «Стоянка, мать из Кнежеполья» (1942)
- поэма «Жаворонок» (1952)
- поэма «Письма Йовы Станивука» (1959)
- «Раздел» (1948)
- «Ужин» (1950)
- роман «Незримая река» (1977)

## Память
- Его именем названа одна из улиц в городе Баня-Лука.
- Портрет Куленовича размещался на лицевой стороне банкноты в 50 Фенингов, находившейся в обороте с 1998 по 2003 год.